# Mercadera

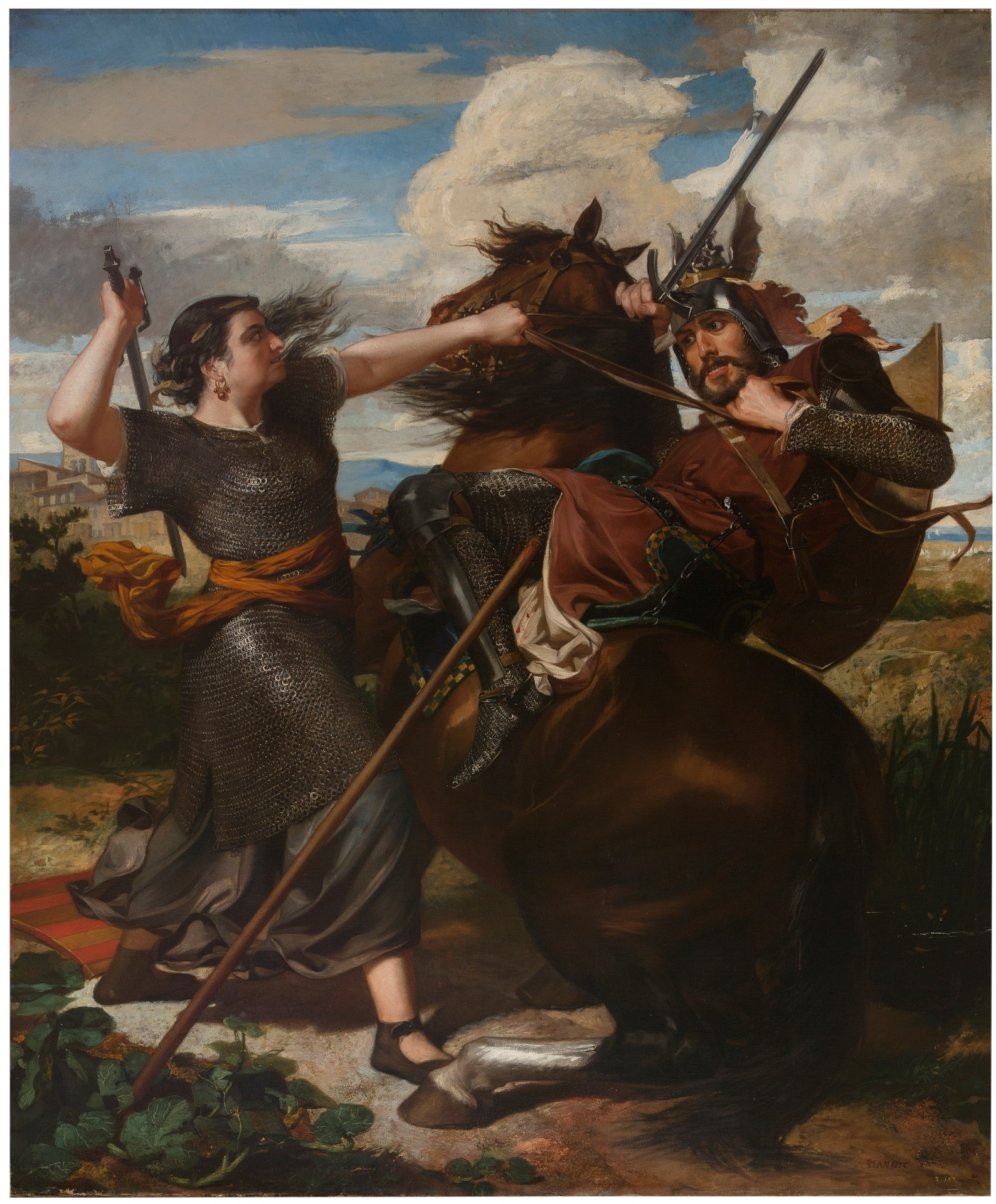
Na Mercadera neemt de Franse soldaat gevangen

Na Mercadera (ca. 1245 – ca. 1300), wat zoveel betekent als de verkoopster of onze verkoopster, ook bekend als Mercadera, was een Catalaanse verkoopster van stoffen accessoires. Zij werd bekend doordat zij een Franse soldaat gevangennam tijdens de Aragonese Kruistocht.
Na Mercadera leefde in Peralada, een stad die vlak bij de grens met Frankijk ligt en dus al snel belegerd werd door de Franse soldaten tijdens de Aragonese Kruistocht. Na Mercadera had een stukje land waarop zij voedsel verbouwde. Dit land lag echter buiten de stadsmuren en was door de belegering slecht bereikbaar. Zij besloot daarop zich te verkleden als een soldaat en nam wapens mee zodat zij zichzelf kon verdedigen en vertrok naar het land om dat te bewerken.
Ze trof bij haar uitstapje een Franse soldaat. Deze verwondde zij en hij gaf zich over, waarna ze hem gevangen nam en mee terug de stad in nam. Het verhaal verspreidde zich al snel en koning Peter III van Aragon vond het verhaal hilarisch en liet het haar verscheidene keren navertellen. Toen de soldaat teruggekocht werd door de Fransen – een gebruikelijke handeling in het Middeleeuwse krijgswezen – ontving zij het losgeld.

## Betekenis van het verhaal
Het verhaal was zeer belangrijk voor de Aragonese moraal. Het liet volgens de bevolking van Aragon zien dat God aan hun kant stond. In hun ogen kon de gevangenneming van een sterke soldaat door een simpele vrouw enkel op die wijze verklaard worden.
Tegenwoordig wordt in Peralada een historisch festival met markt gehouden vernoemd naar Na Mercadera.